# Зло
Зло — нормативно-оценочная категория морального сознания, характеризующая отрицательные нравственные ценности. Противоположная понятию «добро» категория этики. Обобщённо обозначает нравственно‑отрицательное и предосудительное в поступках и мотивах людей и в явлениях действительности. Используется для характеристики, понимания и оценки вреда, ущерба и страданий.
В широком смысле зло включает негативные состояния человека и силы, вызывающие эти состояния. В этом смысле термин «зло» относят ко всему, что получает у людей отрицательную оценку или порицается ими с какой‑либо стороны. Вопрос о преобладании зла или добра в мире составляет предмет спора между пессимистами и оптимистами.

## Зло и падение Адама и Евы. Первородный грех
В священных писаниях авраамических религий начало человеческой истории ознаменовано ослушанием людей в Раю: Адам и Ева поддаются искушению Сатаны, и таким образом совершают первый грех.
Концепция «первородного греха» в христианстве приобретает характер «родового проклятья» и печати зла над всем человечеством.
В иудаизме грех Адама и Евы рассматривается много мягче. В Торе функция Сатаны — это всего лишь функция прокурора, обвинителя, но вовсе не персонифицированного зла. Кроме того, в иудаизме наш мир не предстаёт в виде тотального наказания первым людям, грех — поправим, а изгнание Адама и Евы из рая оказывается осмысленным в рамках необходимости одухотворения (подъёма) именно «материального», нашего мира.

## Изменение концепции зла в христианстве
Христианство вместе с представлением о первородном грехе, лежащем печатью на всем человеческом, вводит фигуру посредника между природой Бога-творца и тварной природой человека: фигуру Иисуса Христа.
Согласно большей части христианских учений, Иисус Христос обладает обеими природами — и божественной и человеческой — одновременно, и его появление в мире согласно христианству знаменует искупление родового проклятья и человеческого греха отпадения, знаменует собой новый завет, новый договор с Богом.
Тем самым, зло не устраняется из мира, но человеку даруется обещание вернуть его в лоно творения из обители твари. Разрыв между тварным миром и творцом не устраняется, но сам Иисус Христос выступает как жертва и как дар, способные заполнить разрыв в бытии между творцом и тварью.

## Разрешение проблемы зла
Зло в христианстве — принципиально исторично. Оно возникло не по воле Бога и имеет начало, но оно когда-то будет побеждено по воле Бога и будет иметь конец.
Человеческая история в христианстве впервые предстаёт Историей, имеющей вселенский смысл, предстаёт как мистерия.
Христианский догмат гласит о том, что конец времён грядёт, зло будет побеждено, а всеобщее воскресение из мёртвых будет сопряжено со страшным судом.
Иудаизм же последовательно рассматривает зло не как относительно самостоятельную историческую силу, но как отсутствие добра, негативную характеристику существования в нашем мире. (Эта же точка зрения характерна для многих христианских мыслителей-схоластов). Смысл истории в иудаизме — не в конце времён, а в преобразовании «материального мира» по божественным законам, ради завершения которого иудеи ожидают Машиаха (мессию).

### Оправдание Бога
Проблема объяснения наличия зла в мире, созданном всесильным и благим Богом, является одной из центральных в христианской культуре: почему всесильный Бог не создал мир без возможности появления в нём зла?
В целом христианство отвечает на этот вопрос так: Бог всесилен, но он также находится вне времени, поэтому к Нему неприменимы обычные представления о «всемогуществе», зло неизбежно будет побеждено, но для этого люди (христиане) должны приложить все свои усилия. Зло будет побеждено уже не в этом мире, но после его конца. Бог любит свои живые создания, наделённые свободой воли, но зло является следствием свободы воли. Зло неизбежно по Божественному же попущению. То же относится и к ангельским созданиям.
Грех и зло существуют, но существуют не как Божьи творения, а как то, что создано не Богом и как то, что мешает видеть Божье творение, заслоняет его собой.
Метафора греха и зла, как шор, мешающих подлинному зрению, чрезвычайно распространена в христианстве и она формально (и только формально) близка к концепциям неведения и невежества, затемняющим благо, в платонизме, веданте, буддизме.
Теодицея связана и с божьим промыслом: в христианстве предполагается, что относительно каждого человека у Бога свой замысел, но человек — волен в своём выборе.
Римский философ-неоплатоник IV-V в. Боэций так разрешал проблему наличия зла в мире, созданном всеблагим Богом, в своём «Утешении философией»:

— Для того, кто всемогущ, нет ничего невозможного.

— Ничего, согласен.

— Тогда, значит, Бог может содеять зло?

— Нет,— сказал я.

— Стало быть, зло есть ничто, если его не может содеять Тот, Кто может все.

## Европейская секуляризация и изменение понятия зла
Начиная с конца средневековья в Европе нарастают процессы выделения религиозной жизни в отдельную и самостоятельную сферу человеческой жизни. К концу XVII века эти процессы секуляризации, отделения христианства от светской жизни фактически завершаются по всей Европе.
Вместе с секуляризационными социальными процессами и одновременно с ними возникают и оформляются новые представления о природе зла. Вместо Бога-творца в мире действует и миром руководит научный и технический прогресс, человеческая активность, частные интересы.
Бог исчезает из повседневной человеческой жизни, а его место в философии заступает «бог философов» (по выражению Паскаля) и бог-перводвигатель (Ньютон, Бэкон).
Зло, как понятие, теряет своё единое содержание, ежесекундную актуальность и размывается по различным сферам человеческой деятельности. Зло утрачивает христианскую перспективу страшного суда и свой временной, исторический, но вселенский смысл.
Соответственно, зло теперь может мыслиться как то, что мешает прогрессу, что препятствует частным интересам и интимным потребностям, что тормозит человеческую активность, что нарушает или искажает возможную оптимальную социальную организацию.
Происходит и возврат к доветхозаветным представлениям о зле, как о слепой природной случайности, стихии, как о неизбежных прихотях человеческого существа, как о следствиях физиологических, психических, социальных и т. п. отклонений от социально-приемлемой нормы.

## Этический кризис XX века
К концу XIX — началу XX века в европейской культуре наряду с общим культурным, политическим и социальным кризисом созревает этический кризис, связанный с утратой оснований различения зла и добра. Однако от опустошённых по содержанию понятий добра и зла не удаётся отказаться ни в частной жизни, которую люди не могут обустроить, ни в социальных рамках государств и политических устройств.
Интенсифицируются попытки создания утилитаристских этик, направленных на обоснование этики и морали с точки зрения человеческих пользы или вреда. Распространяется представление об этике, как о продукте ценностного творчества человека (Ницше). Популяризируются восточные философии и практики, в которых антитеза благу — не зло, но не-благо и неведение.
Одновременно умножается взаимная критика сторонников разных точек зрения.
В художественной культуре конца XIX — начала XX веков осуществляются попытки художественного возврата к трагическому мироощущению (Ницше, Достоевский), и одновременно возникают т. н. «имморалистические» художественные явления (проклятые поэты, Уайльд). Колоссальные художественные усилия направляются на достижение синтеза различных культур и культурных элементов (например, Вагнер), и одновременно предъявляются масштабные художественные картины человеческого распада (к примеру, Золя).
Понятия добра и зла продолжают существовать, фактически лишившись своего единого содержания.

## В культуре

### Европейской художественной культуре конца XX — начале XXI веков
- Прочитываются книги Антонена Арто и осуществляются практические попытки создания «Театра жестокости».
- Жан Жене отправляется в своём творчестве — по мнению Ж. Батая — на поиски Зла. А Ж. П. Сартр именует в это же время Жана Жене «святым».
- Художественная логика обоих приведённых примеров лежит в русле ницшеанской метафизики: если человек не в состоянии «добраться» до безусловного добра, то, возможно, его судьба лежит по ту сторону добра и зла.
- Кинематограф позднего Альфреда Хичкока демонстрирует респектабельный безбожный мир, колеблемый неопределёнными, но всесильными тревогой и злом.
- Посреди серийного выпуска фильмов ужасов возникают своеобразные неоромантические шедевры (к примеру, «Чужой» Ридли Скотта).
- «Матрица» братьев Вачовски предъявляет картину вымышленного, машинного «доброго» мира, лишённого свободы воли.